# Cenipa
Cenipa is een geslacht van hooiwagens uit de familie Cranaidae.
De wetenschappelijke naam Cenipa is voor het eerst geldig gepubliceerd door C.J.Goodnight & M.L.Goodnight in 1943. 

## Soorten
Cenipa is monotypisch en omvat slechts de volgende soort:
- Cenipa nubila